# Дозбуд Арена
Стадіон Долькан у Зомбках (пол. Stadion Dolcanu Ząbki) — футбольний стадіон у місті Зомбки, Польща. Стадіон було введено в експлуатацію в 2009 році, a повністю будівництво завершилося у 2012. Тоді була побудована велика головна трибуна з критими місцями на 1783 особи, а також спортивні та офісні приміщення. У 2015 обладнаний штучним освітленням. Після завершення цих робіт стадіон отримав назву Dolcan Arena. Завдяки будівництву нової південної трибуни вдалося прибрати тимчасову східну трибуну та створити на її міісці додатковий паркінг.
В даний час використовується головним чином для проведення футбольних зустрічей. Є домашнім стадіоном місцевої команди «Долькан Зомбки» та "Легія ІІ" з Варшави. Максимальна місткість — 2,100 глядачів.